# Gentianella euphorbiifolia
Gentianella euphorbiifolia là một loài thực vật có hoa trong họ Long đởm. Loài này được Fabris mô tả khoa học đầu tiên năm 1955.